# Lishan (häradshuvudort i Kina, Hubei Sheng, lat 31,86, long 113,30)
Lishan är en häradshuvudort i Kina. Den ligger i provinsen Hubei, i den centrala delen av landet, omkring 170 kilometer nordväst om provinshuvudstaden Wuhan. Antalet invånare är 60 825. Befolkningen består av 30 421 kvinnor och 30 404 män. Barn under 15 år utgör 13,0 %, vuxna 15-64 år 77 %, och äldre över 65 år 9,0 %.
Runt Lishan är det ganska tätbefolkat, med 239 invånare per kvadratkilometer. Närmaste större samhälle är Suizhou, 17,5 km söder om Lishan. Trakten runt Lishan består till största delen av jordbruksmark.
Genomsnittlig årsnederbörd är 1 128 millimeter. Den regnigaste månaden är september, med i genomsnitt 179 mm nederbörd, och den torraste är december, med 10 mm nederbörd.